# ماي نيلسون
ماي نيلسون (بالسويدية: May Nilsson)‏ هي متزحلقة سويدية، ولدت في 5 مايو 1921 في ستوكهولم في السويد، وتوفيت في 7 نوفمبر 2009 في ألبيرفيل في فرنسا.

## وصلات خارجية
- ماي نيلسون على موقع أوليمبيديا (الإنجليزية)
- ماي نيلسون على موقع اللجنة الأولمبية السويدية (السويدية)